# 1956 год в авиации
Список событий в авиации в 1956 году.

## События
- 21 января — приказом министра авиационной промышленности СССР был введён в эксплуатацию Завод № 123, ныне Уфимское приборостроительное производственное объединение.
- 11 февраля — первый полёт совершил Ан-8, управляли самолётом лётчики-испытатели: командир Герой Советского Союза Я. И. Верников и второй пилот В. П. Васин.
- 26 марта — первый полёт американского турбореактивного учебно-тренировочного самолёта Temco TT-1 Pinto.[1]
- 20 апреля — штурмовая авиация была упразднена из состава советских ВВС, приказом министра обороны СССР.
- 16 июня — первый полёт истребителя МиГ-21.
- 20 июня — первый полёт реактивной летающей лодки Бе-10, конструкции Г. М. Бериева. Экипаж в составе: лётчика-испытателя подп-ка В. В. Курячего, штурмана В. С. Фадеева и бортрадиста Г. В. Галяткина.
- 17 августа — первый полёт американского самолёта заправщика KC-135 Стратотанкер.
- 7 сентября — первый полёт прототипа фронтового сверхзвукового бомбардировщика Ту-98.
- 15 октября — основано Омское моторостроительное конструкторское бюро (ОАО «ОМКБ», ОКБ-29).

## Авиакатастрофы
- 30 июня — над Гранд-Каньоном столкнулись DC-7 авиакомпании United Airlines и Super Constellation авиакомпании TWA. Погибли все 128 человек, находившиеся на 2 самолётах. Крупнейшая на тот момент авиакатастрофа гражданских самолётов.
- 8 ноября — на территории Венгрии в районе острова Чепель зенитным огнём был сбит советский самолёт Ил-28, экипаж погиб (командир — гвардии капитан Бобровский Александр Андреевич, штурман — гвардии капитан Кармишин Дмитрий Дмитриевич, радист — гвардии старший лейтенант Ярцев Владимир Егорович).